# Dialysis illinoensis
Dialysis illinoensis är en tvåvingeart som först beskrevs av Webb 1983.  Dialysis illinoensis ingår i släktet Dialysis och familjen vedflugor.
Artens utbredningsområde är Illinois. Inga underarter finns listade i Catalogue of Life.